# Nicolás de Flüe
San Nicolás de Flüe (en alemán: Niklaus von Flüe) (Flüeli-Ranft, 1417-ibidem, 21 de marzo de 1487), también conocido como el Bruder Klaus (Hermano Nicolás), fue un cristiano suizo que vivió como campesino y fue, en el transcurso de su vida, militar, político, asceta y ermitaño, y que es reconocido tanto por protestantes como por católicos. Es uno de los tres santos patronos de Suiza (junto con Nuestra Señora de las Ermitas de Einsiedeln y San Galo).

## Biografía

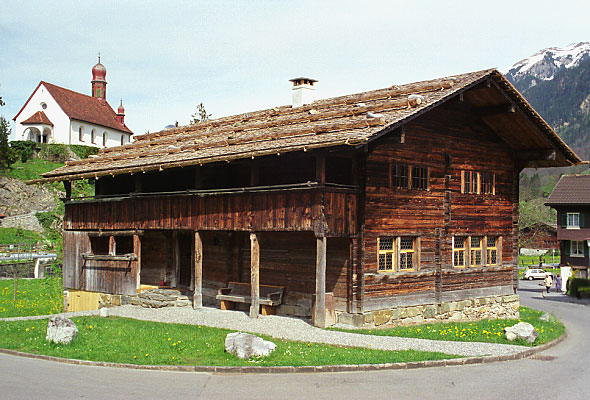
Lugar de nacimiento en Flüeli-Ranft.

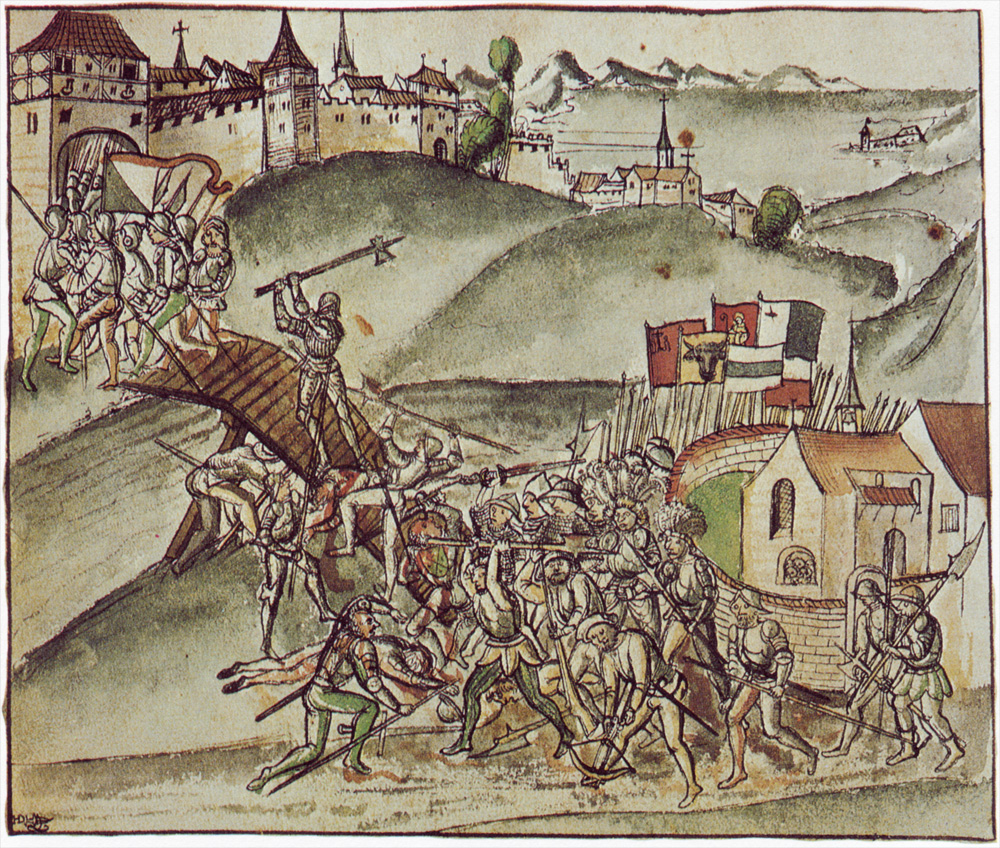
Guerra contra Zürich en la que participó el joven Nicolás de Flüe.

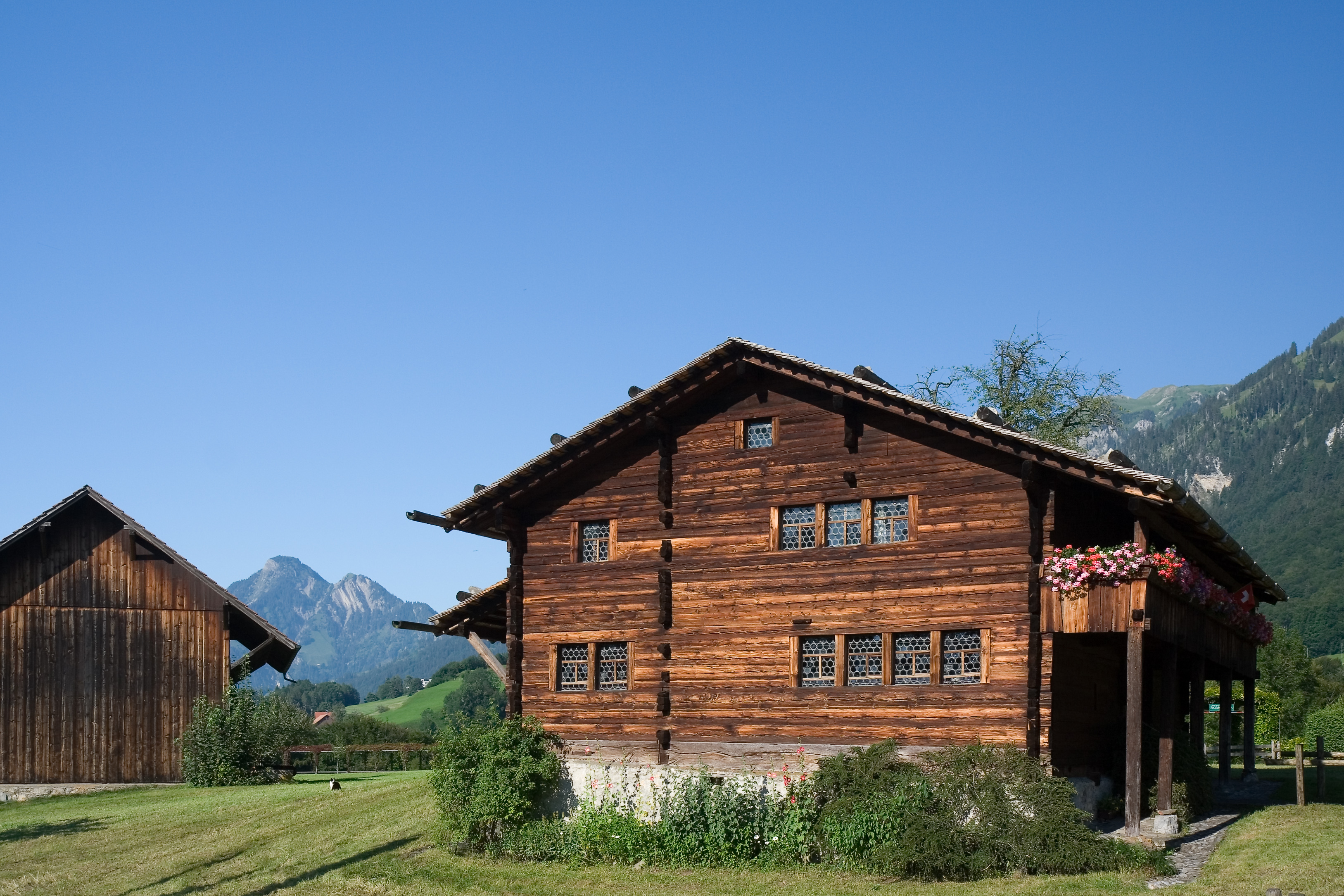
La casa del Hermano Nicolás en Flüeli-Ranft.

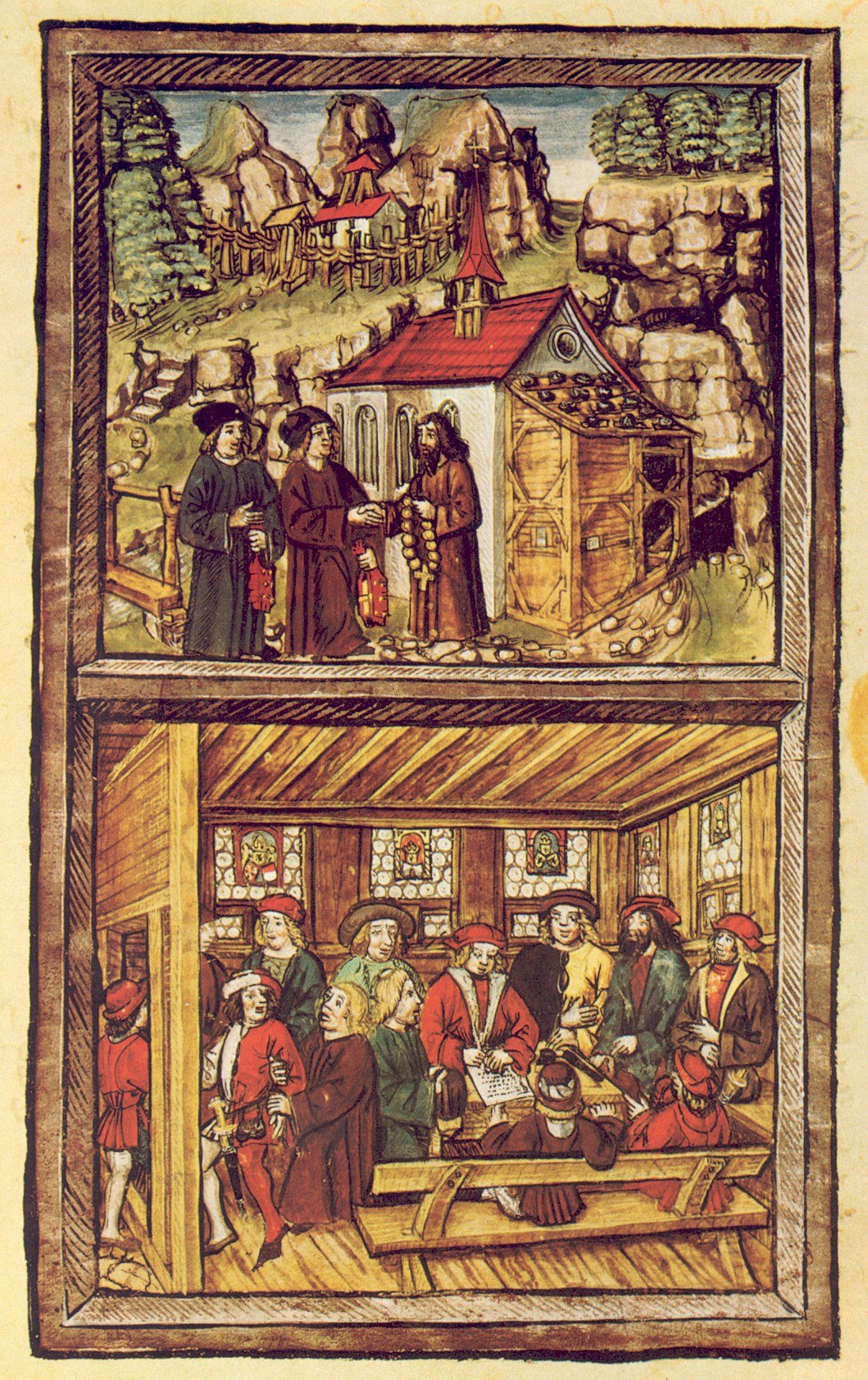
Grabado del Amtliche Luzerner Chronik de 1513 de Diebold Schilling el Joven, ilustrando los acontecimientos de la Tagsatzung de Stans en 1481. Arriba: un sacerdote llamado Heini am Grund visita a Niklaus von Flüe para solicitarle su consejo con el fin de salvar la fallida reunión de la Dieta Federal en Stans, donde los delegados de los cantones rurales y urbanos de la Antigua Confederación Suiza no podían ponerse de acuerdo y amenazaban con una guerra civil. Abajo: Am Grund regresa a la Dieta Federal y transmite el consejo de Nicolás, aceptado por los delegados. Am Grund aparece conteniendo a un alguacil que quiere ir a comunicar las noticias ya.

La Antigua Confederación Suiza desde 1291 hasta el.

Nacido en el pueblo suizo de Flüeli-Ranft, ubicado cerca del Älggi-Alp centro geográfico de Suiza, que forma parte de la comuna de Sachseln, parte del cantón de Obwalden, era hijo de ricos campesinos.
De joven se distinguió como soldado en la guerra contra Zürich (1440-1446), que se había rebelado contra la Antigua Confederación Suiza de la que formaba parte Sachseln. 
Cuando tenía alrededor de 30 años se casó con Dorothy Wiss, hija de un agricultor. Cultivaron la tierra en el municipio de Flüeli en las colinas alpinas, encima de Sachseln sobre el lago de Sarnen. 
Continuaría en el ejército con 37 años, alcanzando el grado de capitán, según se dice luchando con la espada en una mano y un rosario en la otra. 
Sirvió en el ejército en la época de la expansión de la Antigua Confederación Suiza a través de conquistas militares aprovechando la debilidad de los duques de Habsburgo.
Como político llegó a ser concejal y juez de su cantón en 1459, ejerciendo como juez durante nueve años. Declinaría la oportunidad de servir como Landamman (gobernador) de su cantón.
Tras recibir una visión mística de un lirio comido por un caballo, que reconoció como indicativo de que con el dedicarse a la mundanal vida (el caballo de tiro arrastrando un arado) se estaba mermando su vida espiritual (el lirio, un símbolo de pureza) y decidió dedicarse completamente a la vida contemplativa. 
En 1467, abandonó a su esposa y a sus diez hijos con su consentimiento, estableciéndose como un ermitaño en el valle de Ranft en Suiza, erigiendo un chantry (un tipo de edificio de iglesia) para un sacerdote de sus propios fondos de modo que pudiera asistir a misa diariamente. Según la leyenda, sobrevivió durante diecinueve años sin alimento alguno a excepción de la eucaristía. La reputación de su sabiduría y su piedad era tal que figuras de toda Europa vinieron a buscar consejo, y era conocido por todos como el Hermano Klaus. 
En 1470, el Papa Paulo II concedió su primera indulgencia al santuario en Ranft convirtiéndose en un lugar de peregrinación, puesto que se halla en el Camino de Santiago, el camino que los peregrinos atraviesan hacia Santiago de Compostela en España. 
En 1477, luego de la Guerra de Borgoña contra Berna (1474-1477) en la que el Duque de Borgoña Carlos el Intrépido fue derrotado por la Confederación Helvética, cinco cantones: Zúrich, Berna, Lucerna, Soleura y Friburgo formaron una liga para protegerse contra los tumultos de las comunidades rurales. Pero Uri, Schwyz, Unterwalden y Zug, sedes de esas insurrecciones, protestaron contra la admisión de Lucerna en la nueva liga, porque había existido desde 1332 un acuerdo entre ellas y ese cantón de que no entraría en una nueva liga sin su consentimiento. También protestaban contra la admisión de Soleura y Friburgo, para impedir una preponderancia de las ciudades sobre los elementos rurales. En el intervalo de 1478 a 1481 las disensiones llegaron a su apogeo. Finalmente se celebró una reunión de la Dieta Federal en diciembre de 1481, en Stans, en la que dicho antagonismo creció. La Dieta estaba a punto de disolverse sin acuerdo cuando el 22 de diciembre, el párroco de Stans, Heini am Grund, irrumpió con un mensaje de Nicolás de Flüe que restauró la paz entre las partes enfrentadas.
Por tal motivo desde el siglo XVI tanto los protestantes como los católicos requieren su patronazgo; unos por sus recomendaciones de mantenerse dentro de las fronteras, por los razonamientos que les ayudan a no inmiscuirse en políticas extranjeras y por la cuasi prohibición de mostrar interés por la política europea; los otros, por ser un gran político que saca su genio de la condición de santo y fiel.
El consejo que les dio sigue siendo un secreto hasta el día de hoy. A pesar de ser analfabeto y tener limitada experiencia con el mundo, es honrado tanto por los protestantes como por católicos con la unidad nacional permanente de Suiza. Aún se conservan cartas de agradecimiento de Berna y Soleura. Cuando murió, lo acompañaron su esposa y sus hijos.
Fue beatificado en 1669 por el Papa Clemente IX. Tras su beatificación, el municipio de Sachseln construyó una iglesia parroquial en su honor, donde fue enterrado, y en 1684 fue consagrada como santuario del peregrinaje para el santo, por lo que es un monumento cultural protegido de importancia nacional suiza.

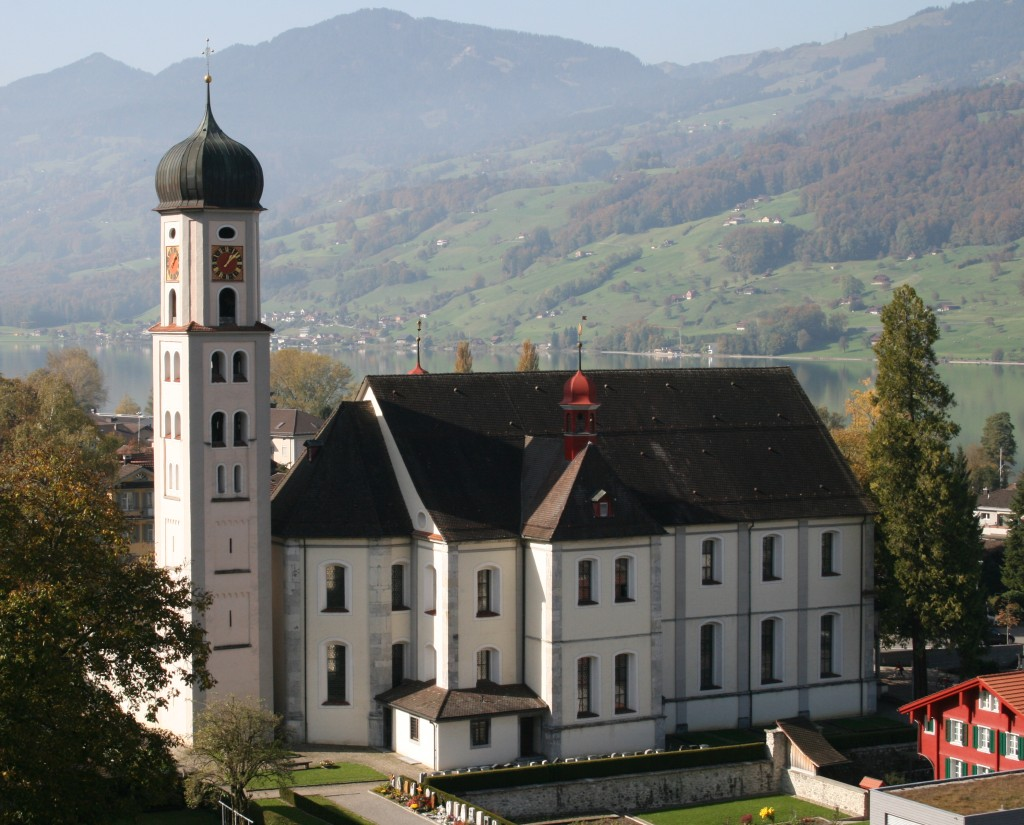
Iglesia Parroquial y Santuario de Sachseln, principal lugar de peregrinaje para el santo patrono nacional suizo San Nicolás de Flüe.

Fue canonizado en 1947 por el Papa Pío XII. Su día de fiesta en la Iglesia católica es el 21 de marzo, excepto en Suiza y Alemania, que es el 25 de septiembre.
La devoción se ha extendido a distintas partes del mundo. Por ejemplo, en el Camino de Santiago de Compostela, en Ponferrada, existe un hostal de peregrinos puesto bajo la advocación de San Nicolás de Flüe.

## Imágenes visionarias

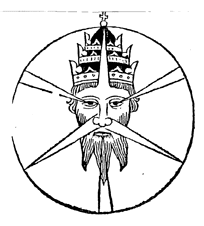
Visión del misterio trinitario de San Nicolás de Flüe.

De las muchas revelaciones espirituales que Nicolás recibió en sus visiones, una en particular se reproduce a menudo en un formato logográfico reducido, como una rueda mística.
Nicolás describió su visión de la Santa Faz en el centro de un círculo con las puntas de tres espadas tocando los dos ojos y la boca, mientras que otras tres irradian hacia afuera en una simetría séxtupla evocadora del Sello de Salomón. Una tela pintada con la imagen, conocida como la tela de la oración de meditación asocia el símbolo con seis episodios de la vida de Cristo: la boca de Dios en la Anunciación, los ojos que espían la Creación tanto en su inocencia antes de la caída de Adán y Eva como en su redención en el Calvario, mientras en la dirección opuesta hacia el interior la traición de su discípulo Judas Iscariote en el jardín de Getsemaní apunta a la corona del Pantocrátor situada en la sede del juicio, la buena nueva de la escena de la Natividad "Gloria a Dios en las alturas y paz a su pueblo sobre la Tierra" se hace eco en el oído derecho de la cabeza, mientras que el memorial de la Cena del Señor "Este es mi cuerpo, que será entregado por vosotros" en la oración de consagración en la Divina Liturgia de la Misa se hace eco en el oído izquierdo de la cabeza.
Estos seis medallones contienen símbolos adicionales de actos de bondad cristiana:
1. Dos muletas sugieren Visitar al enfermo como una obra de misericordia.
2. El bastón del excursionista con la bolsa de viaje sugiere la Hospitalidad a forasteros.
3. Una barra de pan, pescado y una jarra de agua y vino representan Alimentar al hambriento, saciar al sediento.
4. Las cadenas indican Cuidados al encarcelado.
5. Las prendas de Cristo evocan Vestir al desnudo.
6. Un ataúd nos recuerda Enterrar a los muertos.

Esta interpretación visual engloba la piedad personal de campesinos rurales, muchos analfabetos, para quienes la historia de la salvación estaba expresada en estos aspectos cruciales de la relación de amor de Dios con nosotros y el deber cristiano de amar al prójimo. La gracia santificante fluye de la víctima pascual en la cruz, una imagen de Nicolás descrita en su visión de la corriente, donde el Tabernáculo se sitúa sobre un manantial que fluye en adelante cubriendo la tierra, haciéndose eco de los ríos que fluyen desde el Templo en las visiones de Ezequiel. Tales profundas percepciones sobre los sentidos de la Escritura alegóricos, anagógicos y tropológicos a menudo se pierden en la exégesis bíblica moderna que se centra demasiado estrictamente en el sentido literal, el método histórico-crítico.

## Cita de rezo
El nuevo Catecismo de la Iglesia Católica cita una breve oración personal de San Nicolás de Flüe en el párrafo #226 del Capítulo 1 de la Parte 1, Sección 2 "La Profesión de Fe Cristiana" bajo el subtítulo IV "Las implicaciones de la fe en un Dios".

Mi Señor y mi Dios, toma de mí todo lo que me distancia de ti.

Mi Señor y mi Dios, dame todo lo que me lleva más cerca de ti.

Mi Señor y mi Dios, sepárame de mí para darte todo a ti.

Como un laico con responsabilidades familiares que se toma en serio sus deberes cívicos, al igual que un terrateniente hereditario, el Hermano Klaus es un modelo de heroica valentía para todo aquel preocupado por la prosperidad de las comunidades locales y el uso sostenible del campo abierto. Es el santo patrón de la asociación en lengua alemana KLB (Katholische Landvolkbewegung), el movimiento de las comunidades rurales católicas.

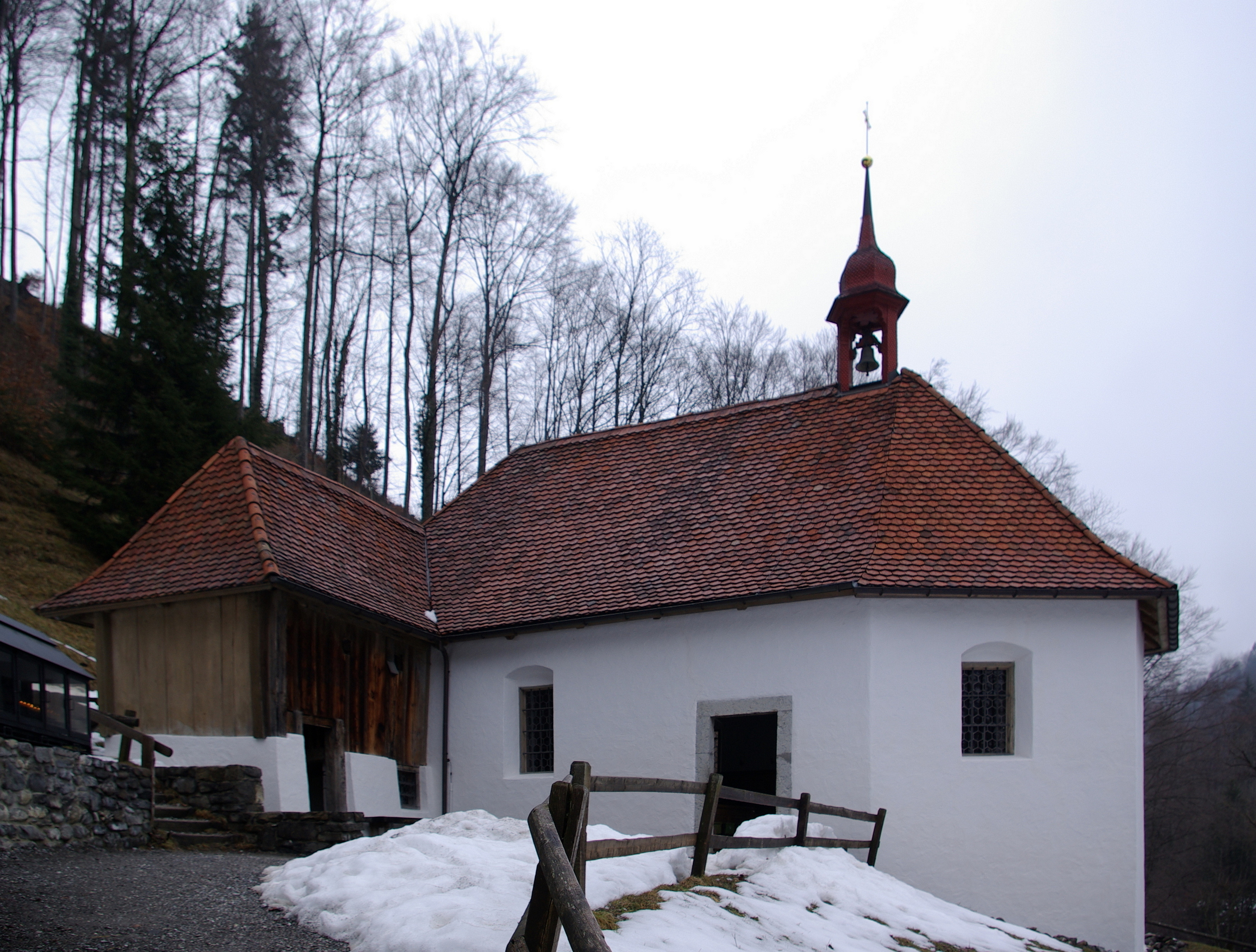
Capilla de San Borromeo y ermita de San Nicolás de Flüe en Flüeli-Ranft
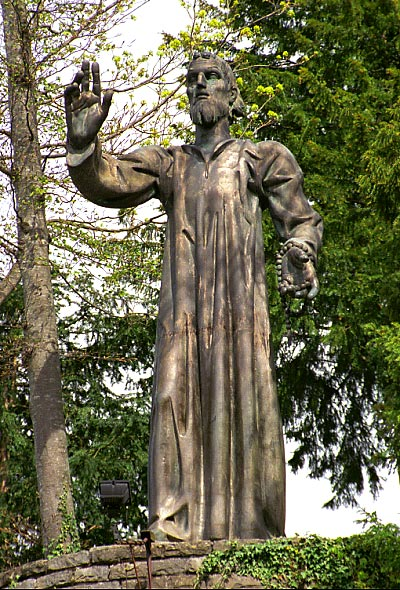
Estatua del Hermano Klaus en en Flüeli-Ranft
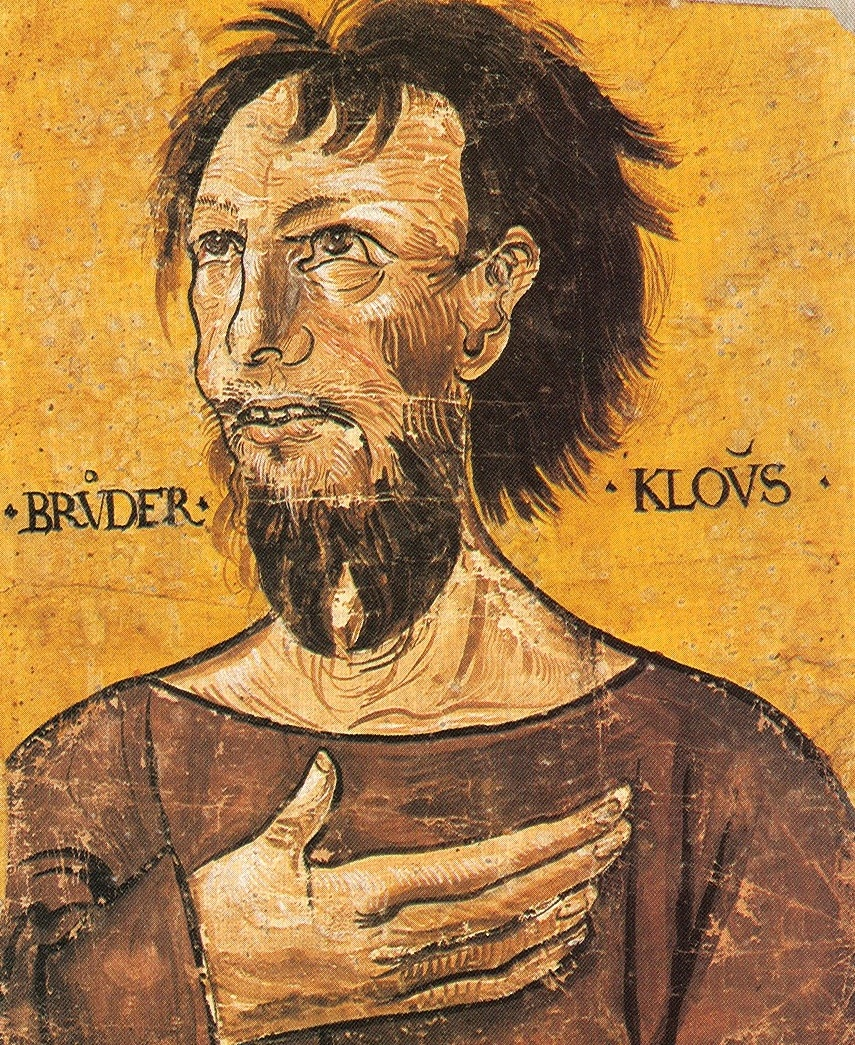
Hermano Klaus, pintura al temple, mediados del siglo XVI
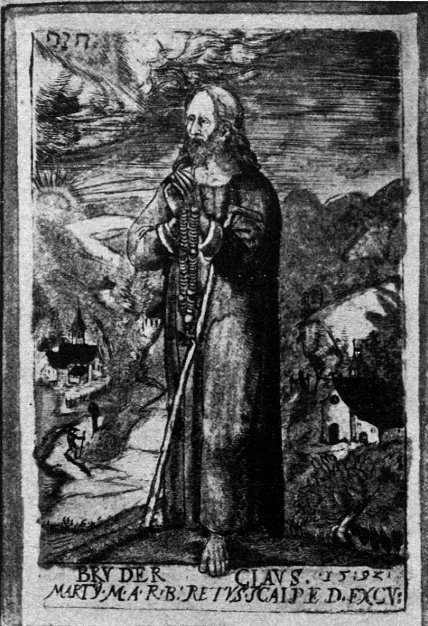
Hermano Klaus, grabado de Martinus Martini, año 1592, original en la colección monástica de Einsiedeln